# Schlacht von Arita-Nakaide
Die Schlacht von Arita-Nakaide (jap. 有田中井手の戦い Arita-Nakaide no tatakai) fand 1517 in der japanischen Provinz Aki während der Sengoku-Zeit zwischen dem Takeda-Klan unter Takeda Motoshige und dem Mōri- und Kikkawa-Klan unter Mōri Motonari statt. Motoshige fiel in der Schlacht, die damit den Niedergang des Aki-Zweiges der Takeda einläutete. Es war Motonaris erste Schlacht, er sollte später zu einem der bedeutendsten Daimyōs im Westen Japans aufsteigen.

## Hintergrund
Sowohl die Takeda als auch die Mōri befanden sich seit 1490 in einem Stellvertreterkrieg zwischen den mächtigeren Amago- und Ōuchi-Klans im Westen Japans, welche um die Hegemonie in der Region Chūgoku stritten.
Takeda Motoshige, Daimyō des Takeda-Klans wurde von den Ōuchi unterstützt. Er begleitete in den frühen 1500er Jahren Ōuchi Yoshioki, seinen Lehnsherrn, um Ashikaga Yoshitane als Shogun in Kyoto wiedereinzusetzen. Der Shogun war während der Sengoku-Zeit zu einer Marionette der einflussreicheren Klans geworden, wer den Shogun kontrollierte, kontrollierte auch Japan.
Ungefähr um 1515 kehrte Motoshige jedoch nach Aki zurück, konsolidierte seine Macht und expandierte in Abwesenheit der Ōuchi. Schließlich löste er sich von den schwächelnden Ōuchi und wechselte die Seiten zu den Amago, vor allem um im Stellvertreterkrieg weiter zu expandieren.
Denn zu dieser Zeit war der Mōri-Clan, ein Vasall der Ōuchi, Nachbarn der Takeda in Aki. Als Mōri Okimoto, der Mōri Daimyō, 1516 starb und von seinem Sohn Komatsumaru abgelöst wurde, der noch ein Kleinkind war, nutzte Takeda Motoshige diese Schwäche. Er sammelte im folgenden Jahr eine Armee von 5.000 Mann und rückte im Oktober in das Gebiet der Kikkawa, Verbündete der Mōri, vor und belagerte die Burg Arita. Ein paar Wochen später plünderte und brandschatzte Motoshige auf dem Territorium des Mōri-Clans und brannte die Ortschaft Tajihi nieder. Die Antwort des Mōri-Klans ließ nicht lange auf sich warten. Mōri Motonari, der jüngere Bruder des verstorbenen Okimoto, wurde zum Regenten ernannt und versammelte zusammen mit dem Kikkawa-Klan eine 1.000 Mann starke Entsatzarmee um die Belagerung der Burg Arita aufzuheben.

## Schlacht

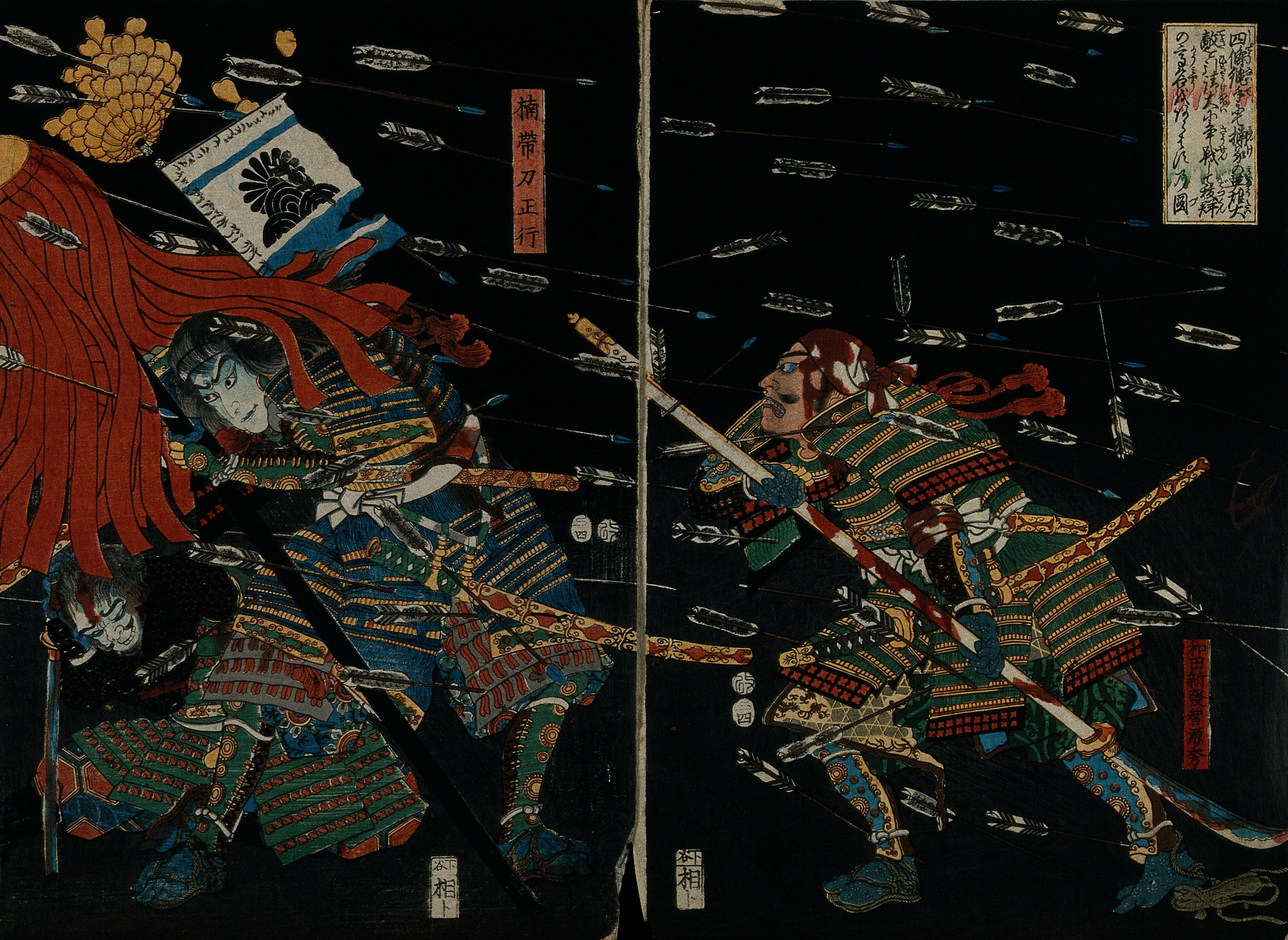
Samurai im Pfeilhagel

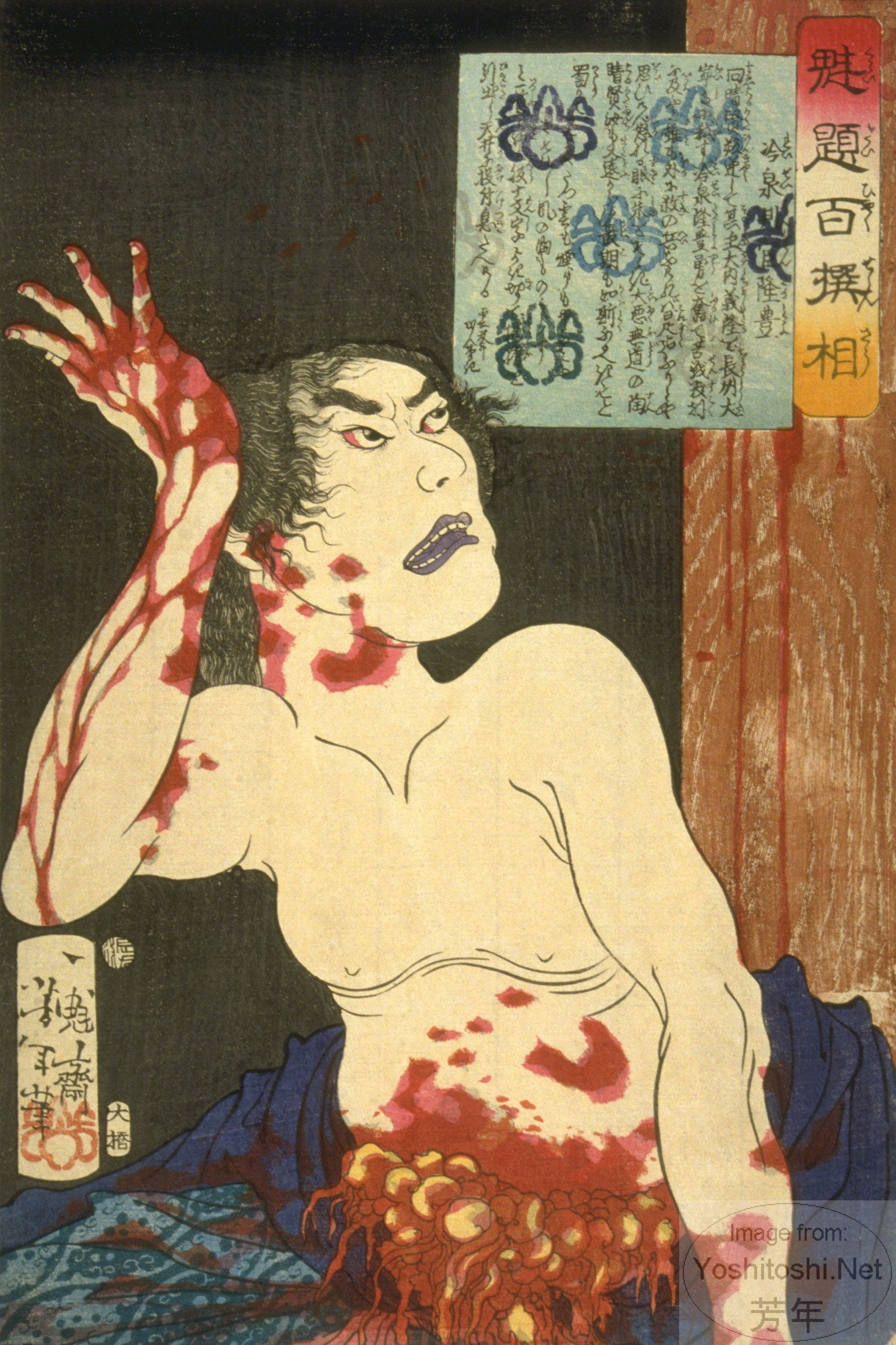
Samurai begeht rituellen Selbstmord.

Diese Entsatzarmee marschierte in Richtung der Burg Arita und traf unterwegs überraschend auf die Takeda Vorhut von etwa 500 Mann, die von Kumagai Motonao kommandiert wurde.
Die Mōri und ihre Verbündeten begannen mit den Takeda zu plänkeln und setzten ihre berittenen Bogenschützen ein. Kumagai Motonao war in den vordersten Reihen und ermutigte seine Männer, als er von einem Pfeil getroffen und getötet wurde, woraufhin sein Kopf genommen wurde. Daraufhin zog sich die Vorhut der Takeda in Richtung der Burg Arita zurück, wo sie ein befestigtes Lager errichteten. In der Nacht hatte Motonari jedoch nochmals Verstärkung erhalten und stürmte im Morgengrauen das Lager der Takeda, die vernichtet wurden.
Takeda Motoshige belagerte derweil, nicht weit entfernt, mit der Hauptarmee weiter die Burg Arita. Die Nachricht über das Schicksal der Vorhut hatte ihn bis jetzt aus unbekannten Gründen nicht erreicht.
Zwischen den Môri und der nichts verdächtigenden Takeda-Streitmacht verlief der Fluss Matauchi. Obwohl Motonari in Unterzahl war, entschied er sich anzugreifen und vertraute auf das Überraschungselement. Er ließ 700 seiner Männer den Fluss überqueren, behielt den Rest auf seiner Seite des Flusses und befahl einem kleinen Kontingent, die Flanke der Takeda zu umgehen. Jetzt bekam Motoshige jedoch die Nachricht von der Vernichtung der Vorhut und seine Kundschafter klärten Motonaris Position auf. Da seine Flanke umgangen war, zog sich Motoshige schnell zurück, bevor Motonari angreifen konnte, er ließ eine kleine Nachhut vor der Burg zurück, um zu verhindern, dass deren Garnison einen Ausfall unternahm, und stellte seine verbliebenen 4.300 Mann in fünf Linien hintereinander in einem nahegelegenen Tal auf.
Schließlich marschierte er auf die Flussebene, um seine numerische Überlegenheit auszuspielen. Motonari täuschte eine Flucht vor, was die Takeda dazu veranlasste, über den Fluss hinweg anzugreifen. Dann drehte Motonari plötzlich um und griff an. Die Takeda-Streitmacht, zu größtem Teil zu diesem Zeitpunkt im Fluss befindlich, hatte ihr Momentum verloren und die schwere Ausrüstung erschwerte die Fortbewegung im hüfthohen Wasser. Es folgte ein erbitterter Kampf. Die Takeda wurden handlungs- und bewegungsunfähig im Fluss von den Bogenschützen Motonaris massakriert, wobei auch Motoshige von einem Pfeil tödlich verwundet wurde. Er versuchte noch, Seppuku zu begehen, was ihm jedoch nicht gelang, trotzdem wurde sein Leichnam noch von seinem Kaishakunin enthauptet. Darauf brachen die Takeda vollkommen zusammen und flohen.

## Folgen
Der Sieg über die Takeda legte den Grundstein für Motonaris Karriere und ermöglichte eine Expansion, bei der die Mōri in den folgenden Jahren die Hälfte des Territoriums der Takeda erobern konnten. Zugleich sorgte die Schlacht für den Niedergang des Takeda-Klans in Aki, der nun in einen Bürgerkrieg verfiel und dessen Ansehen durch das misslungene, beziehungsweise vorgetäuschte Seppuku Motoshiges stark beschmutzt war. Über die nächsten Jahre stärkte Motonari seine Position, obwohl er 1523 schließlich von den Amago vasallisiert wurde.